# دیوید هالو
دیوید هالو (انگلیسی: David Hallou؛ زادهٔ ۵ سپتامبر ۱۹۶۶) بازیکن فوتبال اهل فرانسه است.
از باشگاه‌هایی که در آن بازی کرده‌است می‌توان به باشگاه فوتبال سدان اشاره کرد.